# Aprilia RSW-2 500
L'Aprilia RSW-2 500 è una moto da competizione della casa Aprilia, che ha corso nella classe 500 del motomondiale dal 1994 al 2000 (con un'assenza nell'anno 1998).

## Storia

Jeremy McWilliams, su RSW-2 500, esulta per il terzo posto nel Gran Premio motociclistico d'Italia 2000

A metà degli anni 1990 l'allora capoprogettista del reparto corse di Aprilia, Jan Witteveen, effettuò dei calcoli comparativi tra le prestazioni in curva ottenute nel motomondiale dalle moto della classe 500 e quelle della 250: venne rilevato come le quarto di litro, grazie alla maggiore velocità permessa dalla loro ciclistica, riuscivano a ottenere dei tempi di percorrenza minori rispetto alle più potenti mezzo litro. Pertanto l'ingegnere olandese ipotizzò che, se una 250 avesse avuto a disposizione un motore più potente per recuperare lo svantaggio in accelerazione e velocità massima lungo i rettilinei, teoricamente avrebbe avuto l'opportunità di competere contro le moto della classe superiore. Con il vantaggio di peso garantito dal regolamento (105 kg di peso minimo per le bicilindriche e 130 kg per le quadricilindriche), ecco che Witteveen si mise al lavoro per provare sul campo la bontà della sua teoria.
Inizialmente la RSW-2 500 era una versione maggiorata della RSV 250, motocicletta impiegata dalla casa di Noale nella classe 250, la cui cilindrata fu portata inizialmente a 410 cm³; verso la fine della stagione 1996 fu innalzata a 430 cm³, poi a metà della stagione 1997 fu di nuovo innalzata a 460 cm³, con alla guida Doriano Romboni. Nel 1998 la moto non venne schierata per via dello studio di un motore su misura, che permise nella stagione 1999 di ritornare in pista con un motore da 500 cm³, oltreché valvola RAVE allo scarico a comando elettronico, e manubrio affidato a Tetsuya Harada.
Per la stagione 2000 l'Aprilia portò in griglia due moto, guidate da Harada e Jeremy McWilliams. Quest'ultima evoluzione aveva un telaio a doppia trave inclinata in alluminio, forcella Öhlins a steli rovesciati da 42 mm e sistema progressivo APS con ammortizzatore Öhlins su un forcellone in carbonio; entrambe le sospensioni erano completamente regolabili. L'impianto frenante era dotato di doppio disco in carbonio all'anteriore e di un disco singolo in acciaio da 190 mm al posteriore, e i cerchioni delle ruote erano in lega di magnesio.
La RSW-2 500 non ebbe molto successo nella classe regina. Il primo piazzamento di rilievo arriverà solo nel 1997 con il terzo posto di Romboni ad Assen, mentre tra i pochi altri exploit si segnalarono le terze piazze di Harada al Paul Ricard e a Donington Park nel 1999, e quelle di McWilliams al Mugello e ancora a Donington Park nel 2000; due le pole position, ad opera di Harada al Mugello nel 1999 e di McWilliams a Phillip Island nel 2000. Infatti, sebbene fosse una motocicletta molto agile – con un peso complessivo di 110 kg, come la Honda NSR 500 V2, contro i 130 kg delle 4 cilindri –, non riuscì mai a competere seriamente con le quadricilindriche: la 2 cilindri Aprilia aveva infatti una potenza di circa 140cv a 11.500 giri/min, contro i 200cv delle 4 cilindri; gli ultimi modelli prodotti vennero dotati d'iniettore per l'iniezione indiretta.
Dopo la chiusura del progetto RSW-2 500, l'Aprilia si ripresentò in top class nella stagione 2002, stante l'introduzione della nuova classe MotoGP al posto della vecchia 500, con la RS Cube.